# ميلتون كاربنتر
ميلتون كاربنتر هو سياسي أمريكي، ولد في 4 مارس 1905، وتوفي في 19 نوفمبر 1996. نشط حزبياً في الحزب الديمقراطي.